# Salicornia europaea
La salicornia europea (Salicornia europaea L., 1753) è una pianta succulenta della famiglia delle Amarantacee.

## Descrizione
Pianta annuale e glabra, con fusti carnosi, eretti e foglie opposte, di aspetto simile a scaglie appiattite sugli steli. L'intera pianta ha un'altezza complessiva compresa tra i 10 e i 35 cm (raramente fino a 40). Steli carnosi, con rami rivolti verso l'alto e ramificazioni, anch'esse appuntite e rivolte verso l'alto. La pianta è verde brillante in primavera, ma acquista una tonalità rossa verso il periodo della fioritura, coincidente con la tarda estate.
 
I fiori, posti all'ascella delle foglie, sono estremamente piccoli e di colore verde con antere gialle, in fioritura tra fine agosto e settembre. I semi, lunghi fino a 1,5 mm, hanno un rivestimento simile ad una membrana.
 
Cresce in folti gruppi di individui, formanti un tappeto vivacemente colorato sopra il terreno umido e salmastro. Esistono molte specie simili che possono essere riconosciute solo con difficoltà.
Le salicornie sono dotate di adattamenti peculiari che ne permettono l'insediamento su terreni salini e vengono dette piante alofite.

## Distribuzione e habitat
La specie è diffusa in Europa (Belgio, Danimarca, Finlandia, Francia, Germania, Gran Bretagna, Irlanda, Norvegia, Paesi Bassi, Polonia, Spagna, Svezia), presso acquitrini salmastri o in prossimità di acque stagnanti.

## Usi

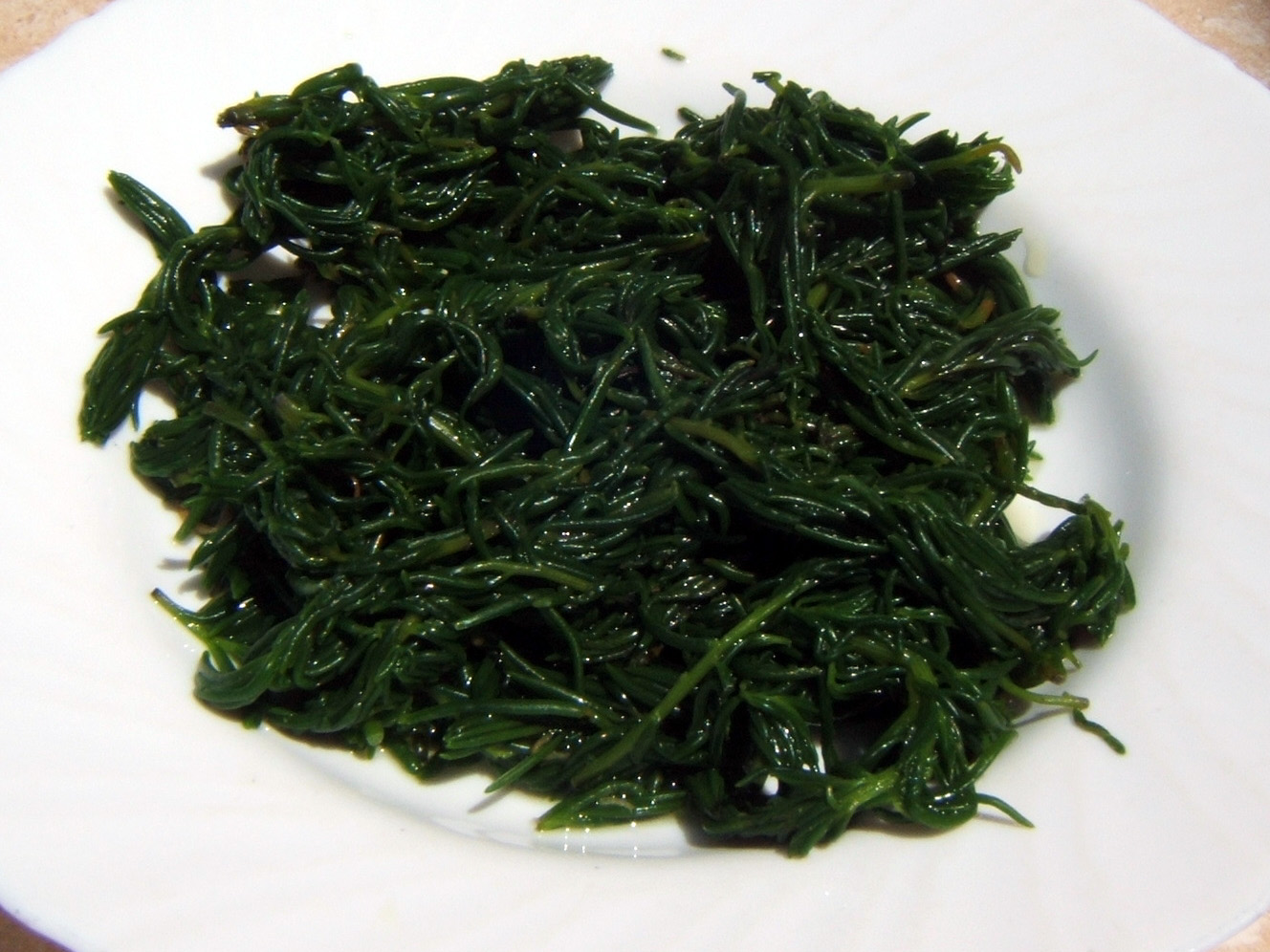
Salicornia lessa

Parimenti alle altre specie di Salicornia, presenta un elevato contenuto salino, e un tempo veniva bruciata per ottenere il carbonato di sodio, usato nel processo di fabbricazione del sapone e del vetro.
 
I rami salati sono ricchi di sali minerali e vengono mangiati, ancora verdi, sottoaceto o come gli asparagi: bolliti o serviti con il burro e l'aceto. I semi venivano macinati per fare una farina.

I bovini ricercano questa specie per il suo elevato contenuto di sale.